# كامل أحمد باشا
كامل أحمد باشا سياسي عثماني شغل منصب والي مصر منذ 1761 حتى 1761.